# Quartiers d'Arras
Depuis son origine, Arras comprend des quartiers ayant chacun leur particularité. Leur nombre s’est accru avec l’extension urbaine. Les quartiers correspondaient strictement aux paroisses jusqu’en 1790.

## Historique

### La Ville et la Cité
Séparée de la ville d'Arras jusqu'en 1749, la Cité fut une entité administrative complétement séparée de la ville sous l'Ancien Régime. Le territoire d'Arras se composait alors des localités suivantes ;
- La Cité d'Arras et ses faubourgs[1] ;
  - Faubourg Baudimont ;
  - Faubourg d'Amiens ;
  - Faubourg Maitre-Adam ;
  - Faubourg de la Vigne ;

- La Ville d'Arras, établie autour de l'abbaye Saint-Vaast.

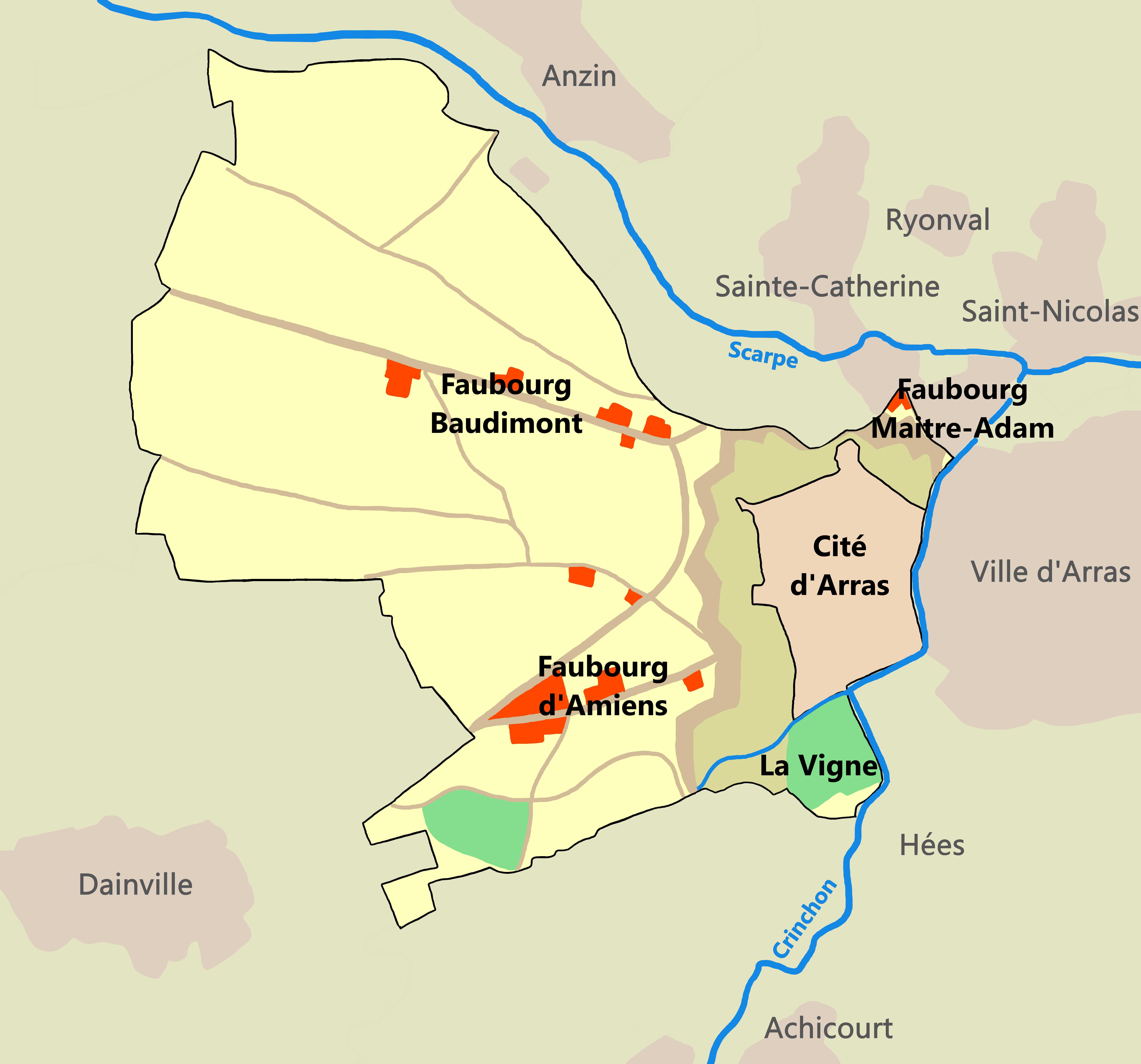
La Cité d'Arras et ses faubourgs au 19e siècle[1],[2].
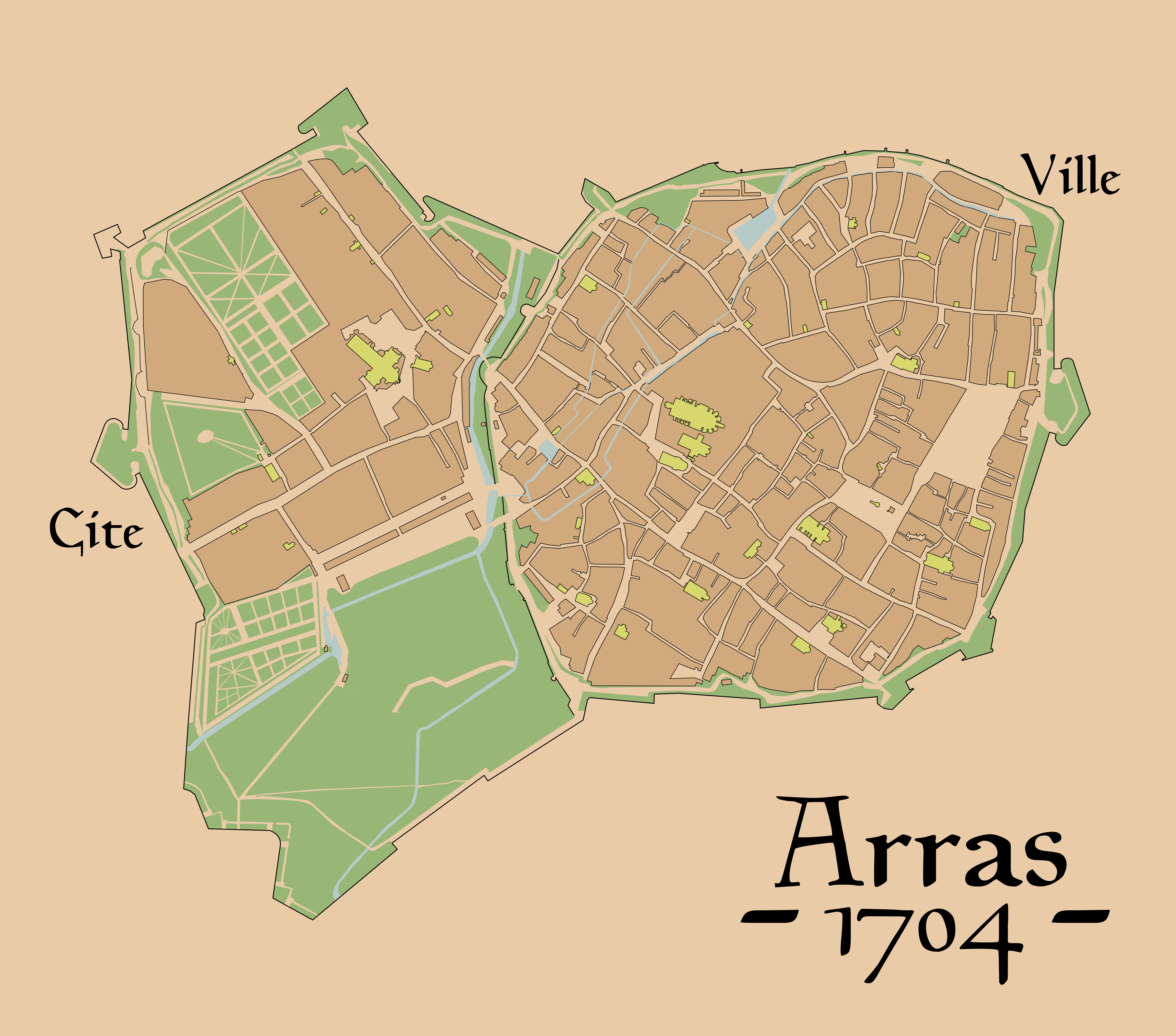
Plan d'Arras selon Jean Dessaily - 1704, avec la Cité séparée de la ville.

### Les premières paroisses

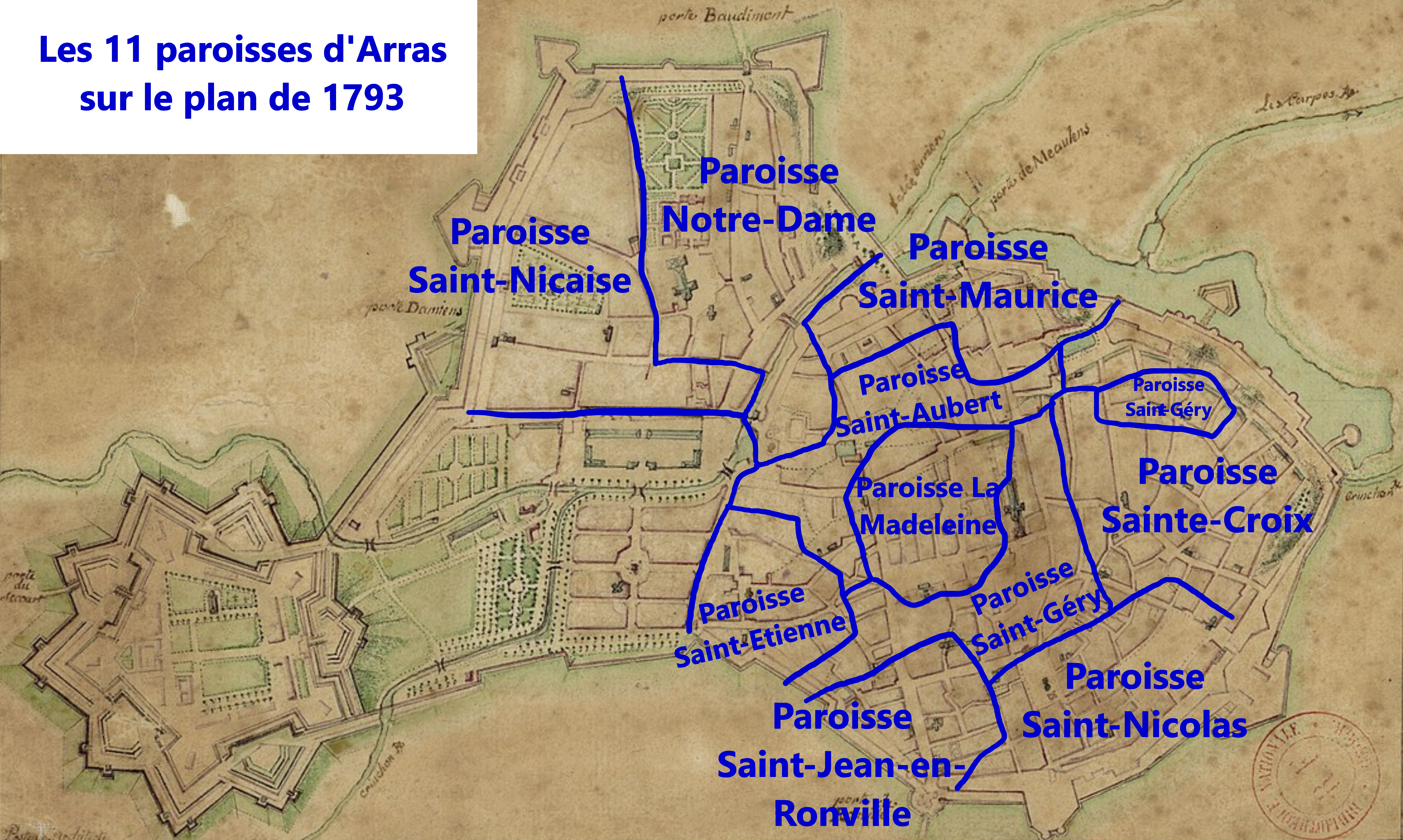
Les 11 paroisses d'Arras sur plan de 1793.

### Autres quartiers

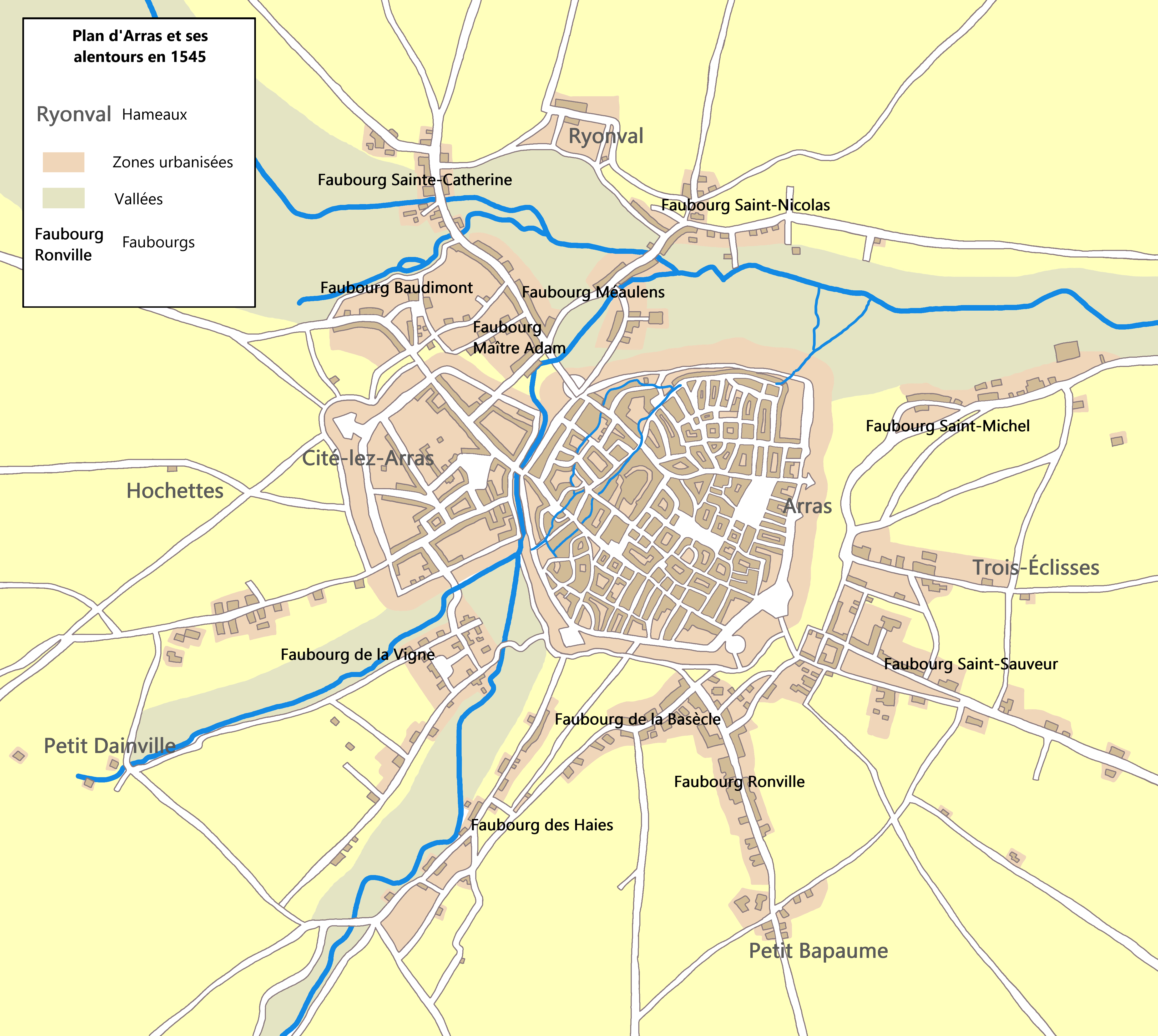
Arras et ses faubourgs en 1545,,.

Les faubourgs si restreints aujourd'hui, étaient anciennement très étendus et excessivement peuplés. Voici quelques exemples de faubourgs de la ville d'Arras :

#### Faubourg de la Basècle
Il était situé entre la porte Hagerue et le faubourg Ronville autour de l'actuelle rue d'Achicourt, et s'étendait à partir de l'arbre de la Poterie dont on voit encore le moulin dans les plans de 1590.
Non loin du Crinchon en rive gauche se dressait une église appelée Saint-Vedastus Basilice, en français Saint-Vaast de la Basècle. Le fait qu'il y avait près d'Arras une église désignée par ce mot, et consacrée à Saint-Vaast, permet de supposer que, de bonne heure, les moines avaient crée là un centre de culte, en y déposant des fragment de son corps.

#### Faubourg Saint-Vincent
Il existait anciennement entre les murs d'Arras, le faubourg Ronville et Saint-Sauveur et vit s'établir au 12e siècle, plusieurs communautés religieuses. Il a complétement disparu en juillet 1414, époque à laquelle on le rasa dans l'attente du siège de la Ville. L'espace où se situe historiquement le faubourg abrite de nos jours la gare d'Arras et le centre européen.
Il fut réuni avec le faubourg Saint-Sauveur vers le 15e siècle et portera le nom de ce dernier.

#### Faubourg Ronville
Sur la hauteur de ce faubourg, au lieu dit les Hées à droite de l'angle formé par cette route et le chemin de Saint-Sauveur à Agny (Rue du Temple actuelle), s'éleva au 11e siècle une commanderie de Templiers, qui à la destruction de cet ordre échut aux chevaliers de Saint-Jean de Jérusalem.
À cause de la commanderie, le Faubourg Ronville a été anciennement nommé Faubourg du Temple ; puis Faubourg des Alouettes, à cause d'une de ses maisons nommée ainsi sur la route de Bapaume.